# Jimmy Edgar
Jimmy Edgar est un DJ, compositeur de musique électronique, graphiste, photographe et styliste américain né en 1983 et originaire de Détroit.
Ses influences sont diverses, entre synthpop, house, techno, électro, IDM, R&B et accents G-funk.
Il s'essaie aux sonorités électroniques dès l'âge de 10 ans, et commence à se produire dans des raves dès ses 15 ans. Il commence sa carrière de producteur sous les alias Michaux et Kristuit Salu vs. Morris Nightingale, et finit par signer sur le label anglais Warp Records sous le nom Jimmy Edgar en 2004, où il sort son premier album Color Strip en 2006.
Il sort ensuite son deuxième album XXX chez Studio !K7 en 2010. Son troisième album Majenta, sorti en 2012 chez Hotflush Recordings, lui offre une large reconnaissance critique et publique.
Sur cette lancée, il fonde avec Machinedrum son label Ultramajic en 2013, sur lequel il sort de nombreux EPs.

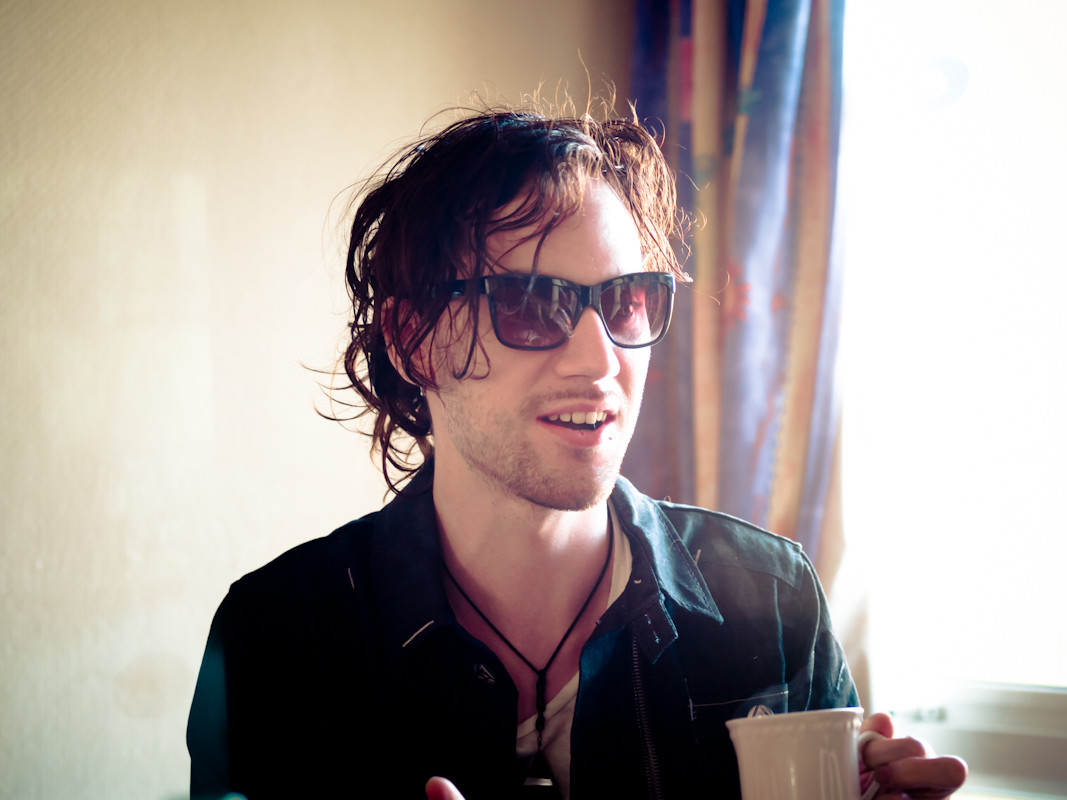
Jimmy Edgar en 2010

## Discographie

### Albums
- My Mines I (sous l'alias Kristuit Salu and Morris Nightingale, 02/2002)
- %20 (sous l'alias Michaux, 2003)
- Color Strip (Warp Records, 20/02/2006)
- XXX (!K7, 2010)
- Majenta (Hotflush Recordings, 05/2012)””

### EP
- Access Rhythm (12/01/04)
- Bounce, Make, Model (04/02/05)
- My Beats (02/22/06)
- Nothing Is Better (2008)[4]
- Hot Inside (2013)[4]
- Mercurio (2013)[4]
- Saline (2014)
- Let Me Tell U (2015)[5]

### Singles
| Année | Titre                          | Album  | Label                               |
| ----- | ------------------------------ | ------ | ----------------------------------- |
| 2017  | "WOW"                          | Single | ULTRAMAJIC (2017)                   |
| 2018  | "BURN SO DEEP (FT. DAWN)"      | Single | ULTRAMAJIC (2018)                   |
| 2018  | "DEETZ"                        | Single | ULTRAMAJIC (2018)                   |
| 2019  | "LOOK OUT (ft. KINGJET)"       | Single | Innovative Leisure (2019)           |
| 2019  | "REAL TRUTH (ft. Tkay Maidza)" | Single | Innovative Leisure (2019)           |
| 2019  | "POTIONS (ft. DAWN)"           | Single | Innovative Leisure (2019)           |
| 2019  | "PLAY (ft. Mykki Blanco)"      | Single | Innovative Leisure (2019)           |
| 2020  | "BENT" (FT. HUDSON MOHAWKE)    | Single | [nnovative Leisure (Mai 2020)       |
| 2020  | "METAL" (FT. Sophie)           | Single | Innovative Leisure (Septembre 2020) |
| 2020  | "GET UP" (FT. Danny Brown)     | Single | Innovative Leisure (Septembre 2020) |